# Старочуднівська сільська рада
Старочуднівська сільська рада (Старо-Чуднівська сільська рада) — колишня адміністративно-територіальна одиниця та орган місцевого самоврядування у Чуднівському районі Житомирської і Бердичівської округ, Вінницької та Житомирської областей Української РСР з адміністративним центром у селі Старий Чуднів.

## Населені пункти
Сільській раді на час ліквідації були підпорядковані населені пункти:
- с. Старий Чуднів.

## Населення
Кількість населення ради, станом на 1923 рік, становила 11 780 осіб, кількість дворів — 2 202.
Кількість населення сільської ради, станом на 1924 рік, становила 6 216 осіб.
Відповідно до перепису населення СРСР, станом на 17 грудня 1926 року чисельність населення ради становила 1 792 особи, з них, за статтю: чоловіків — 877, жінок — 915, етнічний склад: українців — 1 276, росіян — 176, євреїв — 200, поляків — 131, чехів — 4, інші — 5. Кількість домоволодінь — 287.

## Історія та адміністративний устрій
Створена 1923 року з двох частин містечка Чуднів — Старий Чуднів та Чуднів — Чуднівської волості Полонського повіту Волинської губернії. 7 березня 1923 року включена до складу новоутвореного Чуднівського району Житомирської округи. 23 листопада 1925 року, відповідно до рішення Бердичівської ОАТК (протокол № 8), у містечковій частині Старого Чуднова створено Старочуднівську єврейську містечкову раду.
Станом на 1 вересня 1946 року сільська рада входила до складу Чуднівського району Житомирської області, на обліку в раді перебувало с. Старий Чуднів.
Ліквідована 11 серпня 1954 року, відповідно до указу Президії Верховної ради Української РСР «Про укрупнення сільських рад по Житомирській області», територію ради та с. Старий Чуднів приєднано до складу Вільшанської сільської ради Чуднівського району Житомирської області.